# يوشيو ميكامي
يوشيو ميكامي (باليابانية: 三上義夫 ) (و. 1875 – 1950 م) هو رياضياتي، ومؤرخ الرياضيات، ومؤرخ ياباني، ولد في أكيتاكاتا، هيروشيما، توفي في هيروشيما، عن عمر يناهز 75 عاماً.

## التعليم
تعلم في جامعة طوكيو.